# Верижки
Вери́жки — село в Арзамасском районе Нижегородской области. Входит в состав Ломовского сельсовета.

## География
Расположен на юге области и севере района и сельсовета.
Уличная сеть
В селе четыре улицы, чьи названия связаны с советским прошлым: 1 Мая, Карла Маркса, Калинина, Коммунистов.
Географическое положение
Расстояние до
центра поселения Ломовка: 5 км
районного центра Арзамас: 20 км.
областного центра Нижний Новгород: 84 км.
Ближайшие населённые пункты
Мотовилово — 2 км, Чернуха — 3 км, Вторусское — 4 км, Ломовка — 4 км, Кокаревка — 5 км, Волчиха — 6 км, Питер — 6 км, Пошатово — 7 км, Красная Поляна — 7 км, Сады — 8 км, Покровка — 8 км, Пологовка — 9 км, Черемас — 10 км, Волчихинский Майдан — 10 км, Судеб — 10км

## История
С июня 2004 года входит в образованное муниципальное образование Ломовский сельсовет.

## Население
| 1999 | 2002 | 2010 |
| ---- | ---- | ---- |
| 114  | ↘56  | ↘53  |

## Инфраструктура
Личное подсобное хозяйство.
На сельском кладбище села, а также в р.п. Выездное, сёлах Васильев Враг и Ковакса, находятся памятные сооружения на братских могилах лётчиков, погибших во время учебных полетов 1-го запасного истребительного авиационного полка, неизвестные летчики, а также воины умершие в госпиталях ст. Сережа и п. Пошатово, в период с 1941 по 1945 годы. В братской могиле села захоронены 32 воина.

## Транспорт
Просёлочные дороги. Выезд на автодорогу межмуниципального значения 22 ОП МЗ 22Н — 0223 «Вол. Майдан — Чернуха — Наумовка» (Постановление Правительства Нижегородской области от 27 мая 2008 года № 207 «Об утверждении перечня автомобильных дорог общего пользования регионального или межмуниципального значения, находящихся в государственной собственности Нижегородской области» (с изменениями на 21 февраля 2020 года))
Проходит железнодорожная ветка Горьковской железной дороги, но остановочного пункта нет. До ближайшей железнодорожной станции Серёжа в селе Чернуха примерно 2 км по прямой в северном направлении.